# Синовен дълг
Маршът Синовен дълг, по-известен като Съдбата нам е отредила, е български военен марш на композитора Георги Атанасов.